# Kazimierz Rudziński
Kazimierz Rudziński (Rudzieński) herbu Prus III (ur. ok. 1676 – zm. 1759) – marszałek sejmu zwyczajnego warszawskiego w 1738, wojewoda mazowiecki 1752–1759, kasztelan czerski od 1723, podczaszy czerski w 1717 roku, regimentarz, pułkownik królewski od 1730, marszałek Trybunału Głównego Koronnego w 1736 roku, starosta kruszwicki i chęciński.
Poseł na sejm zwyczajny 1719/1720 (z limity) z województwa płockiego. Był jednym z posłów, którzy zerwali ten sejm. W 1742 roku był komisarzem z Senatu Trybunału Skarbowego Koronnego.
Był członkiem konfederacji generalnej zawiązanej 27 kwietnia 1733 roku na sejmie konwokacyjnym. Był deputatem z Senatu do układania tekstu konfederacji dzikowskiej 1734  roku.
Przed 1730 wieku przy obecnej ulicy Mazowieckiej w Warszawie wzniesiono pałac należący do Rudzińskiego, od którego urzędu pochodzi nadana w 1770 nazwa tej ulicy.
W 1752 roku odznaczony Orderem Orła Białego.